# 赤プル
赤プル（あかプル、1977年（昭和52年）9月26日 - ）は、日本のお笑いタレントである。戸籍名、松丘 夕子（まつおか ゆうこ）（旧姓 草間）。旧芸名は赤いプルトニウム。夫・松丘慎吾との夫婦お笑いコンビ「赤プルと旦那」（2015年3月に「チャイム」に改名）のメンバー。
茨城県結城郡石下町（現在の常総市）出身。もともとフリーであったが、2009年（平成21年）から太田プロダクションの所属になった。茨城県立水海道第二高等学校卒業。

## 人物
- 寿司屋の次女として誕生。実家の寿司屋はふじみ寿司[1]。
- 血液型はB型であるが、稀なRH－型である。
- 元イベントコンパニオン。
- スレンダーなスタイルとギャル系のファッションという出で立ちが特徴。
- 最初に茨城弁で「茨城のことバカにして。おめぇら、いづまでもいづまでも調子んのってんじゃねえかんな」と毒づき、「私が産まれた石下町つうとこ（という所）では、今でも物々交換が成り立ってんだかんな。」と茨城県の実情を揶揄的・自虐的に茨城弁で披露している。その漫談とルックスとのギャップを主な持ちネタとする。
  - この他、元レディースであったことから、特攻服を着て「ヨロシク!」を決めの台詞としたレディースのキャラクターで漫談を披露したこともあった。
  - 結婚後はネタの茨城の部分を旦那に変え、うだつのあがらない夫の自虐ネタをやることが多い。
  - 爆笑レッドカーペットでは下半身から上半身へ眺めるようなカメラワーク手法を取り、ネタ終了後に今田耕司がカメラマンにツッコむのがお約束になっていた。
- 旧名の「赤いプルトニウム」はいつもここからの山田一成が命名[2]。
- TBSの深夜番組「Goro's Bar」ではフロアレディ「アカイちゃん」として準レギュラー出演したが、発言のほとんどが下ネタなので発言がオンエアされることは極めて少なかった。
- ネットラジオで共演している波照間てるこ。と「赤プルとてるこ。」を組み、このコンビでM-1グランプリ出場の他、ライブにも出演した。
- 2008年中は、フリーの若手芸人ながらメディア露出が多かった。
- 2009年より、太田プロダクションに所属[3]。
- 2009年7月11日にフジテレビで放送の爆笑レッドカーペットでは、山形弁の「ロケット団（三浦昌朗）」、栃木弁の「U字工事（益子卓郎）」とのコラボレーションを披露する。このトリオはのちに赤プル隊と命名された。
- 2011年1月2日、事務所の先輩でもある「くらげライダー」の松丘慎吾と入籍[4]。2014年6月から、その松丘と夫婦コンビ「赤プルと旦那」を結成して活動している[5]。2015年3月12日放送の『たけしの等々力ベース』（BSフジ）に出演し、出演者のダイオウイカ夫によって「チャイム」に改名した。
- 2011年3月17日、東日本大震災の発生を受けて、愛称であった「赤プル」を正式な芸名とすることを発表[6]。「プルトニウム」という言葉が福島第一原子力発電所事故の被害者の感情を害するおそれがあること、また自身の実家も被災したことが主な理由である。
- 2017年7月25日、防災士の資格を得る[7]。

## 出演

### テレビ
- U-CDTV（TBS）
- エンタの神様（日本テレビ）キャッチコピーは「なまりの弾丸」
- Goro's Bar（TBSテレビ）
- 笑いの金メダル（テレビ朝日）
- 朝は楽しく!スマイルサプリメント（テレビ東京、2005年11月 - 2006年6月）
- シブスタ S.B.S.T（テレビ東京、2004年5月 - 6月）「お笑いインディーズ」。2004年6月29日放送でこのコーナーのグランドチャンピオンに選ばれた。
- カンニングの恋愛中毒（GyaO）
- 街角ホットTV（研究学園都市コミュニティケーブルサービス）
- 踊る!さんま御殿!!（日本テレビ、2008年1月22日）
- 草野キッド（テレビ朝日、2008年7月23日・10月11日）
- 笑たいむ2008（NHK-BS2）
- 爆笑レッドカーペット（フジテレビ）キャッチコピーは「北関東勢力拡大中」→「芸人の嫁になりました」
  - コラボカーペットでU字工事益子卓郎&ロケット団三浦昌朗（赤プル隊名義）と共演。
- 新春ゴールデンピンクカーペットSP（フジテレビ、2009年1月1日）キャッチコピーは「北関東勢力拡大中」
- 真王伝説〜アイドルバトルサバイバル〜（テレビ埼玉、2009年10月 - 12月）
- 熱血!平成教育学院（フジテレビ、2009年11月8日）
- ロンドンハーツ（テレビ朝日、2009年12月22日）
- THE 料理王（日本テレビ、2010年2月2日）
- 爆笑一番（秋田テレビ、2010年3月4日・11日）
- ヨハネの洗礼（TBSテレビ、2010年1月12日・3月23日）
- ウケウリ!!（日本テレビ）MC
- 久本&柴田の(秘)特選品ハントSP（日本テレビ、2010年4月24日）
- 新世紀ネタキング決定戦（TOKYO MX、2011年2月10日）
- 『ぷっ』すま（テレビ朝日、2011年5月24日） - 「オレコツ!オークション」
- ガリガリくりぃむ（テレビ朝日、2013年1月8日） - 「ちょうどいい特技大賞」

### ドラマ
- 演歌の女王（日本テレビ）第5話
- アンタッチャブル〜事件記者・鳴海遼子〜（テレビ朝日）第6話
- ハンチョウ〜神南署安積班〜 第3シリーズ（TBS）第8話 - 三崎百合奈 役

### ラジオ
- ラジカントロプス2.0（2008年10月17日、ラジオ日本）
- 木曜Junk オセロ中島の黒真珠夫人（TBSラジオ）
- イエヤスラジオ（CBCラジオ）
- 宮川賢のおはよう!スプーン（2010年10月 - 2012年9月、ラジオ日本）
- 今夜はLucky Night～赤プルマンデー～（2024年4月 - 、LuckyFM）

### インターネット
- 再見!!ないと。（あっ!とおどろく放送局、2005年12月24日）
- あっ！と芸人コレクション（あっ!とおどろく放送局）
- OLIVER’S WORLD（あっ!とおどろく放送局、2008年7月21日）
- 女芸人赤プル、防災士になる！ （リスク対策.com、2017年4月14日 - 2017年8月9日 8回連載記事執筆）
- 女芸人赤プルの「防災は片付けから始めよう！」（リスク対策.com、2018年2月1日 -  連載中）
- リレー寄稿「赤プル（あかぷる）」（TEAM防災ジャパン、2018年2月22日）
- 赤プル流 防災術【転倒防止編】（いばキラTV、2018年4月17日）
- 赤プル流 防災術【備蓄編】（いばキラTV、2018年4月18日）
- 赤プル流 防災術【防災グッズ編】（いばキラTV、2018年4月19日）
- 劇団さまぁ~ず（2018年 ‐ 2019年、GYAO!） ‐ 鬼のボス役（2役）

### PV
- えちうら「プリンセスプリンセス」

### DVD
- エンタの神様DVD ベストセレクションVol.5
- 楽しく学ぶ信心の基本（シナノ企画）

### 雑誌
- フライデー (雑誌)（講談社）